# Mattis Teutsch
Pour les articles homonymes, voir Teutsch.
János Mattis Teutsch est un peintre et illustrateur hongrois né à Brassó, Royaume de Hongrie (aujourd'hui Brașov, Roumanie) le 13 août 1884, mort le 17 mars 1960 à Brașov. C'est un des maîtres de l'avant-garde, membre des mouvements expressionnisme, constructivisme et abstrait.

## Biographie
Il fait ses études à Budapest, puis à Munich entre 1902 et 1905. Il séjourne à Paris de 1906 à 1908.
En 1918, il rejoint le groupe de la galerie Der Sturm et expose à Berlin, puis à Budapest. Il entre en relation avec le Bauhaus de Weimar en 1919. Dans les années 1920, il crée des sculptures colorées en bois et en argile. Il expose à Berlin à la galerie Der Sturm en 1921 avec Klee, Archipenko, et Chagall, puis entre 1923 et 1925 à Brasov, Chicago et Paris en 1925 à la galerie Visconti. Membre actif de l'Avant-garde roumaine il participe à une grande exposition consacrée à l'Art abstrait à Berlin en 1928. En 1931, il publie son Kunstideologie dans lequel il résume sa théorie et sa pratique constructiviste. Sa redécouverte n'interviendra que dans les années 1990 et en 1999, la Galerie nationale hongroise lui consacre une exposition rétrospective qui fut présentée aussi aux États-Unis.

### Philatélie
Un timbre d'un bloc de six, composition 1923 de Mattis Teutsch a été émis le 16 décembre 2004 par les postes roumaines.